# Ida Falkenberg-Liefrinck
Ida (Liv) Falkenberg-Liefrinck, geborene Ida Liefrinck, (* 22. Juli 1901 in Arnheim; † 20. Januar 2006 in Berlin) war eine niederländische Innenarchitektin und Designerin. Neben Lotte Stam-Beese und Bé Niegeman-Brand war sie eine der wenigen Frauen, die an der Bewegung des Neuen Bauens beteiligt war.

## Leben und Karriere

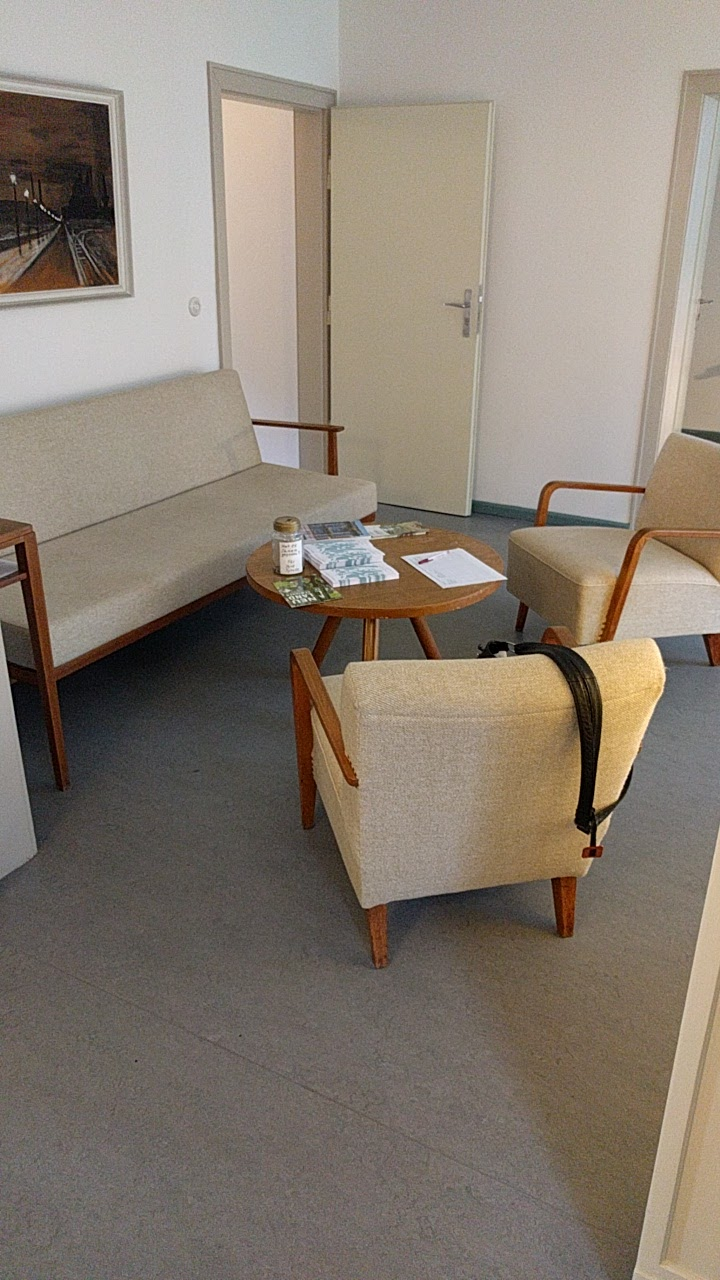
Sitzgruppe Max-Lingner-Haus

Sie besuchte von 1918 bis 1922 die Kunstgewerbeschule Quellinus in Amsterdam, studierte von 1922 bis 1925 Kunstgeschichte in Zürich, assistierte dort in einem Architektenbüro, arbeitete dann kurz in einem Pariser Möbelhaus als Entwurfszeichnerin, richtete das Haus ihres Vaters in Oosterbeek ein und wurde dann von 1926 bis 1928 Mitarbeiterin im Architekturbüro von Jacobus Johannes Pieter Oud in Rotterdam. 1927 arbeitete sie an der Weißenhofsiedlung in Stuttgart mit und wurde Mitglied der Gruppen und Zeitschriften Opbouw und de 8. Zwischen 1928 und 1930 entwarf sie Möbel und Innenausstattungen und begann 1931 eine Ausbildung als Möbeltischlerin in den Deutschen Werkstätten Hellerau. Dort nahm sie den Vornamen Liv an und heiratete 1933 den Elektroingenieur Otto Falkenberg, der sie mit den Ansichten des Kommunismus konfrontierte. Ihre Hochzeitsreise nutzten beide zur Flucht in die Niederlande. Sie arbeitete als freie Innenarchitektin, Möbel und Innenausstattungen entstanden. Erste Stühle aus Rattan entwarf sie mit der Möbeltischlerei Lang aus Ulft. Später entwarf sie Rohrflechtmöbel für das Handelsunternehmen Liberty Metz & Co in Amsterdam. Sie stattete erste größere Projekte, wie Teile der Innenausstattung des Tankers Pendricht und die katholische Heilanstalt in Heiloo, mit selbst entworfenen Möbeln aus. Ab 1939 entwarf sie im Auftrag des Direktors Dirk Copier Vasen, Gläser, Schalen und (Whisky-)Karaffen für die Niederländische Glasfabrik Leerdam. Im September 1940 wurde Otto Falkenberg verhaftet und später im Konzentrationslager Sachsenhausen interniert. Nach Kriegsende trafen sich beide in der sowjetischen Besatzungszone in Dresden wieder. 1945 wurde Otto Falkenberg in Sachsen mit der Neuordnung der Industrie betraut, sie arbeitete als Innenarchitektin für die Leipziger Messe, die Parteischule Kleinmachnow, die Wirtschaftsschule in Plessow, die Verwaltungsakademie Forst Zinna (Planungskollektive mit Selman Selmanagic, Franz Ehrlich, Eduard Collein, Herbert Hirche und Reinholf Lingner) und entwarf 1948 unter anderem die Einrichtung für das Haus von Friedrich Wolf (Einrichtung im Haus komplett erhalten) in der Waldsiedlung Lehnitz-Nord. 1948 vermittelten die beiden Mart Stam als Professor und späteren Rektor an die Kunsthochschule Dresden. In den fünfziger Jahren gingen die Aufträge, die zum Teil auf die Position ihres Mannes zurückzuführen waren, stark zurück. Die Inneneinrichtungen für den Schriftsteller Arnold Zweig und den Regisseur Wolfgang Langhoff konnte sie nicht mehr ausführen, weil sie 1950 mit ihrem Mann nach Prag zog. Denn Otto Falkenberg, der 1948 Minister im Land Brandenburg (DDR) geworden war, ging ab 1950 mit seiner Frau für elf Jahre in den diplomatischen Dienst nach Prag und Neu-Delhi, zuletzt nach Moskau, wo sie einige Artikel über die neue russische Architektur für deutsche Architekturmagazine schrieb. Nach 1962 arbeitete sie nicht mehr als Designerin. Von 1962 bis 1970 arbeitete sie in der Informationsabteilung des VEB Berlin Projekt, das in den 1960er und 70er Jahren exponierte Bauprojekte unter Heinz Graffunder realisierte. Sie hat bis zu ihrem Tod in Berlin gelebt. Sie wurde Mitglied des BdA. Seit Mitte der achtziger Jahre werden besonders in den Niederlanden immer wieder Arbeiten von ihr ausgestellt.